# Bęczyn (województwo lubelskie)
Bęczyn – wieś w Polsce położona w województwie lubelskim, w powiecie kraśnickim, w gminie Urzędów.
W latach 1975–1998 miejscowość administracyjnie należała do ówczesnego województwa lubelskiego.
Wieś stanowi sołectwo gminy Urzędów.

## Historia
W przeszłości miejscowość ta była integralną częścią miasta Urzędów stanowiąc jedną z czterech przedmieści Urzędowa: Bęczyn na północnym zachodzie, Mikuszewskie na zachodzie, Rankowskie na północnym wschodzie i Góry na północ od Urzędowskiego rynku. Przedmieścia te rozłożyły się na wzgórzach okalających dolinę, którą płynie rzeka Urzędówka, przypływająca od wschodu ze wsi Skorczyce.